# Castrul roman de la Colțești
Cetatea medievală de la Colțești a fost construită peste ruinele castrului roman.